# Ulf Sand
Ulf Oscar Sand est un homme politique norvégien né le 22 mai 1938 à Bærum où il est mort le 29 décembre 2014.

## Biographie
Diplômé de l'Université d'Oslo en 1963, il travaille comme fonctionnaire au ministère des Finances à partir de 1964, puis dans la Landsorganisasjonen i Norge de 1966 à 1971.
De 1971 à 1972, dans le premier cabinet Bratteli, Sand est nommé Secrétaire d'État au ministère de la rémunération et des prix et le ministère de la Consommation et de l'Administration. Il quitte son ministère lorsque le premier cabinet Bratteli tombe en 1972, mais de 1973 à 1977 il revient en tant que Secrétaire d'État dans le second cabinet Bratteli.
Il est membre du comité exécutif du conseil municipal de Bærum de 1967 à 1971.
Sond retourne à la Landsorganisasjonen i Norge comme économiste en chef de 1977 à 1983. Il revient à la vie politique nationale en 1979, quand il est nommé ministre des Finances dans le cabinet Nordli. Il conserve son portefeuille lorsque le cabinet Nordli est remplacé par le Gouvernement Brundtland I en 1981. Cependant, ce cabinet ne dure que jusqu'en octobre 1981, à la suite de l'élection parlementaire norvégienne de 1981
Il poursuit sa carrière en tant que directeur du Norwegian State Educational Loan Fund de 1983 à 1986. De 1986 à sa retraite en 2003, il est sous-secrétaire permanent de l'État (departementsråd) au sein du ministère de l'Administration locale et du Développement régional.